# Музеј Цептер
Музеј Цептер је институција културе која се налази у Кнез Михаиловој улици 42 у Београду. Налази се у непосредној близини Српске академије наука и уметности, Филозофског, Филолошког и Факултета ликовних уметности, а основан је 2010. године.

## Опште карактеристике
Музеј је основала Мадлена Цептер, а суоснивач је фирма Zepterinvesta. Одлуком Министарства културе и информисања Републике Србије музеј је основан 3. јула 2010. године и регистрован као први приватни уметнички музеј у Србији. Главна делатност музеја је да штити, прикупља, чува, проучава и излаже публикације дела уметности, са идејом да се на једном месту нађу слике уметности из Србије са друге половине 20. века и са почетка 21. века. У оквиру колекције налазе се дела сликара и вајара који су били чланови разних уметничких група, као што су Задарска, Децембарска, Једанаесторица, Медиала и друге. Такође, ту су и представници енформела, нове наративне и поетске фигурације, поп арта, трансавангарда, фантастика и готово свих других праваца са краја 20. века, укључујући и одређене примере концептуализма и постконцептуализма. У колекцији се налазе дела многих професора Факултета примењених уметности у Београду и Академије уметности у Новом Саду, као и дела Српске академије наука и уметности.
У периоду од 2010. до 2013. године број заступљених уметника у музеју попео се од 134 на 164, а број дела са 350 на преко 400.
Зграду у Кнез Михаиловој улици 42, у којој се налази Цептер музеј пројектовао је Дионис Андрија Сунко, а она је служила као Прва хрватска штедионица у Београду. На захтев наручиоца грађевина је подигнута са двојаком наменом, приземље и први спрат је користила штедионица, а на следећа три спрата налазили су се станови различите квадратуре и намене. Зграда има три фасаде, а највећи акценат током израде стављен је на ону са улазима, која је окренута ка Кнез Михаиловој улици. Рађена је по узору на мултифункционалне палате берлинске сецесије и један је од ретких примера берлинске и мађарске сецесије у Београду. Зграда је сврстана у споменике културе II категорије, као објекат амбијенталне вредности, а од простора банке до данас била је у различитим власништвима. Стручну и естетску реконструкцију прозора урадио је Студио Урошевић из Београда.

## Галерија
- Део сталне поставке музеја